# 伊予西條站
伊予西條站（日语：／ Iyosaijō eki */?）是位在日本愛媛縣西條市、隸屬於四國旅客鐵道（JR四國）的鐵路車站。車站編號為Y31。本站是予讚線的其中一個主要站，不但因為西條市的中心車站，亦是登上石鎚山的出發點，月台上均豎立了“前往石鎚山下車站”的指示牌，所以會停靠所有等級的列車，亦是其中一個區間車的起訖站，上行主要服務至觀音寺站或高松站；下行則多以松山站止。
根據JR四國所發表的資料，2014年度本站是全JR四國最多人使用的20個車站之一，排名第13位，比2013年微升1位，若只計算愛媛縣內則排行第4，前三位分別是松山站、今治站和新居濱站。由於本站開業前，國鐵已在篠之井線及山陽本線分別設有西條站，為免再引起混淆，本站遂加入「伊予」以茲識別。

## 車站結構
現時使用的為第二代站舍，以水泥及鋼筋所建成，共有3層。車站設施集中在地下，二樓及三樓為辦公地點。由於本站是區間車的起訖站，部份辦公地點被用作車務員休息或是留宿之用。
地下旅客使用部份包括了車站入口、候車大堂、人手閘口、站務室、自動售票機、附設綠窗口的 Warp 旅遊中心站及分別設於大堂及1號月台上的洗手間外，也包括了旗下的四國便利商店、麵包店Willie Winkie及獨立的烏冬店進駐。
雖然絕大部份JR四國的主要車站已經使用電子顯示屏顯示列車班次，但本站在閘口則仍然保留及使用舊式的發車用燈箱。提示現時正處理哪一班列車的打票事宜。
另外，為配合西條市對車站附近進行活化、翻新及重新規劃，在2007年時於站舍旁興建了連接車站南、北兩邊廣告的行人天橋，橫跨月台及軌道。
設有側式月台及島式月台各1個，共提供2線3面的配置，另外在3號月台對出另外有2條停泊用的側線，是讓區間車或保線車輛停泊之用。有效長度為8輛，島式月台稍為比側式月台長約半節車廂長度。
最近站舍的1號月台是上行列車專用月台，包括所有特急及部份普通列車。由於軌道訊號的設計，向石鎚山站方向並沒有設有出發指示燈，如果下行列車進入了線，則只能以此作為終點站而不能繼續前進。
島式月台則主要用作下行列車之用，特急列車通常停靠2號月台，快速、普通及臨時列車則多使用3號月台，另外上行的普通區間列車亦多以3號月台停靠。

### 月台配置
| 月台 | 路線    | 方向 | 目的地                           | 備註           |
| ---- | ------- | ---- | -------------------------------- | -------------- |
| 1    | ■予讚線 | 上行 | 新居濱、伊予三島、高松、岡山方向 |                |
| 2    | ■予讚線 | 下行 | 今治、松山、伊予市、宇和島方向   |                |
| 3    | ■予讚線 | 下行 | 今治、松山方向                   | 只限普通列車   |
| 3    | ■予讚線 | 上行 | 新居濱、伊予三島、高松方向       | 只限快速、普通 |

## 歷史
- 1921年6月21日：開業。
- 1923年5月1日：讚岐線由本站伸延至壬生川站，改為中途站[4]。
- 1987年4月1日：日本國鐵分割民營化，車站經營權由JR四國繼承。

## 相鄰車站
※快速「Sunport」之內高松站－松山站之間的直通列車會在觀音寺站轉換類別，觀音寺站－松山站之間作為普通列車運行。
四國旅客鐵道
■予讚線
- 特急「潮風」「石槌」「Midnight EXP松山」「Morning EXP松山」停靠站、特急「Midnight EXP高松」終點站、特急「Morning EXP高松」始發站

■快速「Sunport」（至坂出站為止各站停車）
中萩（Y30）－伊予西條（Y31）
■普通
中萩（Y30）－伊予西條（Y31）－石鎚山（Y32）

## 外部連結
- JR四國伊予西條站官方網頁。（日語）